# Styrelsen for Samfundssikkerhed
Styrelsen for Samfundssikkerhed er en dansk styrelse under Ministeriet for Samfundssikkerhed og Beredskab. Den rådgiver myndigheder, virksomheder og borgere om trusler og risici i samfundet og varetager opgaver som cybersikkerhed, forsyningssikkerhed og informationssikkerhed. Derudover varetager styrelsen beredskabsplanlægning og koordinering af national krisestyring, heriblandt Den Nationale Operative Stab.
Styrelsen blev oprettet 29. januar 2025, som en del af det nyoprettede Ministerium for Samfundssikkerhed og Beredskabs organisering.